# Pyrausta infuscalis
Pyrausta infuscalis là một loài bướm đêm trong họ Crambidae.